# Винделелвен
Винделелвен (на шведски: Vindelälven) е река в Северна Швеция (провинции Норботен и Вестерботен), ляв приток на Умеелвен, вливаща се в Ботническия залив на Балтийско море. Дължина 445 km, площ на водосборния басейн 12 650 km².

## Географска характеристика
Река Винделелвен изтича от югозападния ъгъл на малко безименно езеро, разположено на 1039 m н.в. в северната част на Скандинавските планини. По цялото си протежение тече в югоизточна посока по платото Норланд в тясна и дълбока долина през множество проточни езера (Гаутстрьоск, Недер-Гаутстрьоск, Стурвинделн, Блатникселет и др.), а между тях и по-надолу образува бързеи, прагове и малки водопади (Шефорсен, Грундфорсен и др.). В долното течение тече по хълмиста приморска равнина. Влива се отляво в река Умеелвен (от басейна на Ботническия залив на Балтийско море), на 75 m н.в., при град Венесбю.
Водосборният басейн на река Винделелвен обхваща площ от 12 650 km², което представлява 47,18% от водосборния басейн на река Умеелвен. Речната ѝ мрежа е едностранно развита с много повече и по-дълги и пълноводни леви притоци. На североизток водосборният басейн на Винделелвен граничи с водосборните басейни на реките Шелефтеелвен, Риклеон и Севарон, вливащи се в Ботническия залив на Балтийско море, на югозапад – с водосборните басейни на река Юктон и други по-малки, леви притоци на Умеелвен, а на северозапад – с водосборния басейн на река Бьолоа, вливаща се в Норвежко море.
Основни притоци:
- леви – Вуовусйоки, Недра-Ийртсбекен, Лайселвен (190 km, 3000 km²), Гарга, Вормбекен, Омон, Крюклан;
- десни – Чилон, Бьорбекен.[1]

Винделелвен има снежно-дъждовно подхранване с ясно изразено пролетно-лятно пълноводие и зимно маловодие. Среден годишен отток в устието 190 m³/s. Замръзва през ноември, а се размразява през май.

## Стопанско значение, селища
Водите на реката се използват за битово и промишлено водоснабдяване и воден туризъм. По течението ѝ са разположени няколко предимно малки населени места, като най-голямото е град Венесбю в устието. 